# 人工歯
人工歯（じんこうし）とは、う蝕や外傷、歯周病などにより失った天然歯の代わりに、その機能を回復するために作られた人工の歯のことである。
一般には、「入れ歯」に使用されている歯がよく知られているが、下記に記すものなど数多く存在し利用されている。

## 材料の種類による分類
- 陶歯
- レジン歯
- 硬質レジン歯
- 金属歯
- ブレード人工歯

## 形態の種類による分類

### 解剖学的人工歯
- 利点
  - 咀嚼能率が高い。
  - 削合によって任意の咬頭傾斜が付与できる。
  - 咬頭傾斜が嵌合位に向かう閉口運動を誘導する。
  - 装着感が良い。
- 欠点
  - 咬合関係に融通性がない。
  - 義歯にかかる側方力が避けられない。
  - 咬合調整が煩雑である。

### 非解剖学的人工歯
- 利点
  - 咬合関係に融通性がある。
  - 側方咬合力が生じない。
  - 嵌合位を広くとることができる。
  - 咬頭高径が低くなっても非解剖学的人工歯であれば使用できる。
  - 義歯床が安定する。
- 欠点
  - 咀嚼能率が低い。
  - 審美性に劣る。
  - 義歯の側方移動が多くなることがある。
  - 使用感が自然でない。
  - 調整彎曲、咬合平衡が与えられない。
  - 食片の溢路が少ない。